# Derk den Boer
Derk den Boer (1954) is een Nederlandse beeldend kunstenaar.

## Leven en werk
Den Boer is sinds 1999 actief als beeldhouwer. Hij houdt zich bezig met land art-projecten, waarbij hij vooral met zwerfstenen werkt. Met zijn project Leefbare stad, wil hij groen en water terugbrengen in de stad en als het ware oases daarin creëren. De kunstenaar heeft zijn atelier in de wijk Paddepoel in Groningen.

## Enkele werken

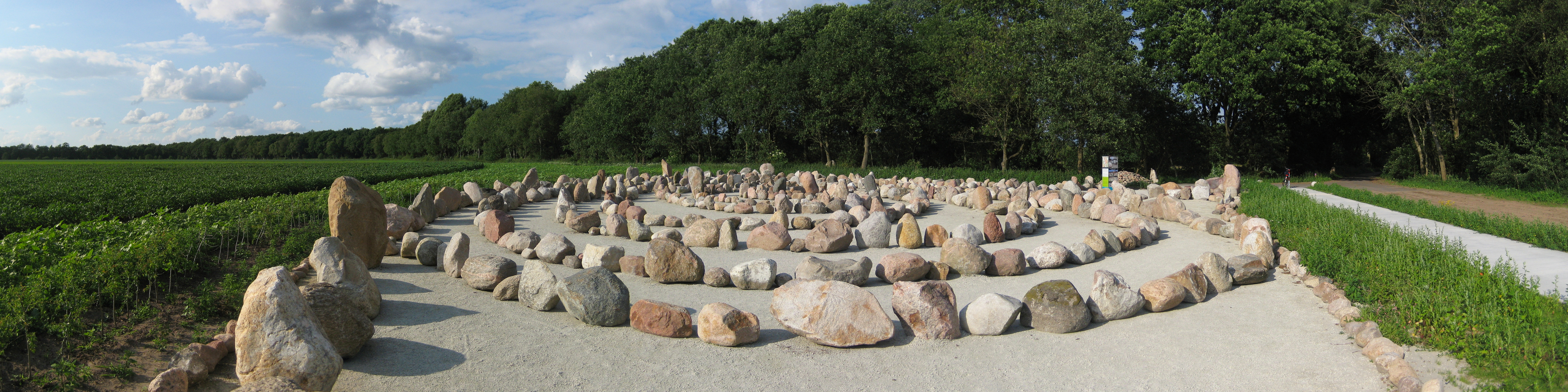
Gebroken Cirkel in Yde in 2011

- 2002 The Touch in Midlaren
- 2004 De Zevensprong in Zeegse
- 2010 Gebroken Cirkel in Yde